# قرية ودعشيب
قرية ودعشيب' قرية سودانية تقع في ولاية الجزيرة محلية شرق الجزيرة

## الموقع
تقع قريباً من شرق الجزيرة، تحدها جنوباً قرية الكسمبر وغرباً قرية الترابي، ومن الجنوب الشرقي قرية حلة بلولة أبو شمال وشمالاً مدينة ودراورة وشرقاً قرية الركيب. وتبعد حوالي 82كيلو متر جنوب العاصمة الخرطوم.

## النشاط السكاني
يمتهن معظم سكانها التجارة، وفيها الكثير من المدارس، منها الثانوية للبنين والبنات وأيضاً الأساسية للبنين والبنات، وكلية تنميه المجتمع جامعة الجزيرةومكتبه الكترونيه ومركزين صحيين، ومركز التطبيب عن بعد وفيها النوادي والفرق الرياضية القوية جداً.

## تاريخياً
تأسست قرية ودعشيب في حوالي القرن السادس عشر على يد الشيخ (علي ودعشيب)، حيث تسمى القرية باسمه. عاصر الشيخ علي ودعشيب ملوك قرية الفونج واستقر بمنطقة ودعشيب والتي كانت في ذلك الوقت تسمى بالعيدجات حيث ذكرت هذه القصة في طبقات ود ضيف الله.